# Casimersén
Casimersén es un medicamento que se vende con el nombre comercial Amondys 45. Es un oligonucleótido antisentido que se emplea en el tratamiento de la distrofia muscular de Duchenne. Solo está indicado cuando existe una mutación confirmada en el exón 45 del gen de la distrofina.

## Mecanismo de acción
Se une al exón 45 del pre-ARN mensajero del gen que codifica la distrofina, provocando la omisión de este exón durante el procesamiento del ARN mensajero, lo cual hace posible la producción de una proteína distrofina más corta, pero funcional, en pacientes con distrofia muscular de Duchenne.